# Lowe (rivière)
Pour les articles homonymes, voir Lowe.
La Lowe est une rivière d'Alaska, aux États-Unis situé dans la région de recensement de Valdez-Cordova.

## Description
Longue de 20 milles (32 km), elle prend sa source dans le glacier Deserted, et coule en direction de l'ouest jusqu'à 1,6 milles (3 km) au sud de Valdez.
Son nom lui a été donné par le capitaine Abercrombie, en 1898, en l'honneur du lieutenant Percival Lowe, qui faisait partie de l'expédition d'exploration.

## Sources
- (en) « Lowe (rivière) », Geographic Names Information System